# Fantômes en croisière
Pour plus de détails, voir Fiche technique et Distribution.
Fantômes en croisière (titre original : Topper Takes a Trip) est un film américain réalisé par Norman Z. McLeod, et sorti en 1938.
Il s'agit d'une adaptation du roman de Thorne Smith Topper Takes a Trip paru en 1932.

## Synopsis
Pour entrer au paradis, le fantôme de Marion Kirby doit faire du bien sur terre. Cela signifie réunir un couple en instance de divorce, Cosmo et Clara Topper. Pour être juste, Marion a joué un rôle dans leurs problèmes. Clara a cru à tort que Marion était la maîtresse de Cosmo. Pour faire la paix entre eux, il faudra accompagner Cosmo lors d'un voyage sur la Côte d'Azur et faire appel à de nombreux tours de passe-passe, avec l'aide d'un esprit canin nommé M. Atlas.

## Fiche technique
- Titre : Fantômes en croisière
- Titre original : Topper Takes a Trip
- Réalisation : Norman Z. McLeod
- Assistant réalisateur : Earl Rettig
- Scénario : Thorne Smith, Jack Jevne, Eddie Moran, Corey Ford
- Producteur : Milton H. Bren, Hal Roach
- Musique : Hugo Friedhofer, Edward B. Powell
- Directeur de la photographie : Norbert Brodine
- Montage : William H. Terhune
- Direction artistique : Charles D. Hall
- Décors : William Stevens
- Costumes : Irene (pour Constance Bennett) et Omar Kiam (pour Billie Burke)
- Ingénieur du son : Warren B. Delaplain, William M. Randall Jr.
- Genre : Comédie, fantastique
- Société de production : Hal Roach Studios pour M.G.M.
- Dates de sortie : 
  - États-Unis : 29 décembre 1938
  - France : 3 mars 1939

## Distribution
- Constance Bennett : Marion Kerby
- Roland Young : Cosmo Topper
- Billie Burke : Mme Clara Topper
- Alan Mowbray : Wilkins
- Verree Teasdale : Mme Nancy Parkhurst
- Franklin Pangborn : Louis, directeur de l'hôtel
- Alexander D'Arcy : Baron de Rossi
- Paul Hurst : Charlie
- Armand Kaliz : Employé de l'hôtel
- Eddie Conrad : Geôlier
- Spencer Charters : Juge Wilson
- Georges Renavent : Magistrat
- Leon Belasco : Chasseur de l'hôtel
- Irving Pichel : Procureur

Acteurs non crédités (liste partielle)
- William Austin : Joueur à la roulette
- Bobby Barber : Employé de l'hôtel
- Nanette Bordeaux : Fille française
- Wade Boteler : Sergent de police à la banque
- Ralph Brooks : Danseur (figurant)
- Jack Chefe : Danseur (figurant)
- George Davis : Chauffeur de taxi
- Paul Everton : Avocat de la défense
- Cary Grant : George Kerby
- Paul Porcasi : Propriétaire du casino
- Rolfe Sedan : Croupier à la roulette

## Commentaires
- Il s'agit de la suite du film Le Couple invisible (Topper), également réalisé par Norman Z. McLeod, sorti en 1937.